# Aleksandar Malinov

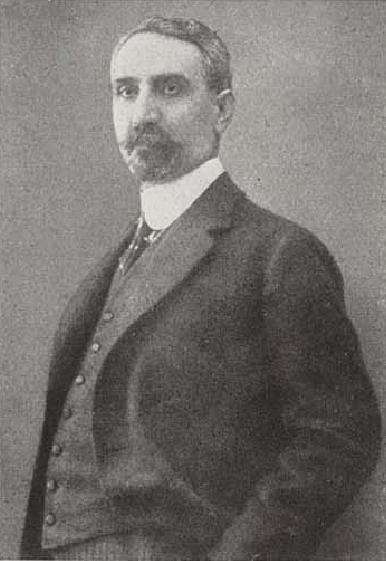
Aleksandar Malinov

Aleksandar Pavlov Malinov (Bulgaars: Александър Павлов Малинов) (Moldavië, 3 mei 1867 - Sofia, 20 maart 1938) was een Bulgaars politicus.

## Voor de eerste keer premier
Aleksandar Malinov was een pro-Russisch en liberaal politicus. In 1901 werd hij voor de Democratische Partij (DP) in de Narodno Sobranie (Nationale Vergadering) gekozen en in 1903 volgde hij Petko Karavelov op als voorzitter van de DP. Op 29 januari 1908 werd hij door vorst Ferdinand tot premier benoemd. Van 5 september 1909 tot 16 maart 1911 was hij tevens minister van Buitenlandse Zaken. Hij voerde enkele kleine, maar belangrijke hervormingen door, zoals de gedeeltelijke afschaffing van de perscensuur, die was geïntroduceerd door de Radoslavovisten (aanhangers van Vasil Radoslavov), de invoering van het stelsel van evenredige vertegenwoordiging en het ongedaan maken van ontslagen van academici.
De revolte in het Osmaanse Rijk die in 1908 de Jong Turken aan de macht bracht, waren voor Malinov en de vorst het sein om de Bulgaarse onafhankelijkheid uit te roepen uit angst dat de Turken hun macht zouden herstellen op de Balkan. Na de onafhankelijkheidsverklaring, die op 8 oktober 1908 werd afgekondigd, werd Bulgarije een koninkrijk en werd vorst Ferdinand koning (tsaar) van Bulgarije.

## Voor de tweede keer: een einde maken aan de oorlog

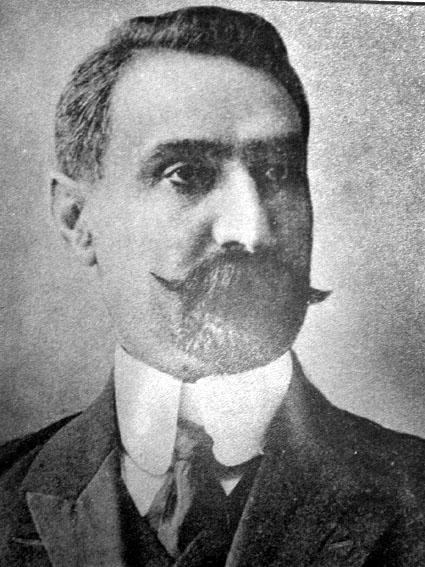

Tijdens de Eerste Wereldoorlog nam Bulgarije deel aan de zijde van de centralen. Toen het er minder gunstig uit begon te zien voor het Bulgaarse leger ontsloeg koning Ferdinand op 21 juni 1918 de pro-Duitse premier Radoslavov en verving hem door Malinov, die tevens minister van Buitenlandse Zaken werd. Malinov regeerde met steun van de liberale en democratische partijen. Aanvankelijk deed Malinov pogingen om te gaan onderhandelen met de Entente over een wapenstilstand, maar de Entente mogendheden bleken nog niet bereid om met de Bulgaren te gaan onderhandelen. Hierop moedigde hij de troepen aan om door te vechten, maar toen op 15 september het succesvolle offensief van de Entente begon, en het Bulgaarse Balkanfront ineen stortte, zond hij een delegatie naar het hoofdkwartier van de Entente. Op 29 september 1918 werd er een wapenstilstand gesloten. Aanvankelijk dacht koning Ferdinand er over om een staatsgreep te ondernemen tegen zijn regering, maar zag hier uiteindelijk van af. Op 3 oktober bezocht Malinov de koning en besprak met hem de bepalingen van de wapenstilstand. Tegelijkertijd wist hij de koning te bespelen en begon hem voorzichtig aan te moedigen om afstand te doen van de troon. Malinov maakte de koning duidelijk dat het voordeliger was voor Bulgarije als hij zou aftreden. De koning begreep de boodschap en op 4 oktober reikte hij het abdicatiedocument over aan Malinov. De koning week enkele dagen later uit naar Duitsland.
Toen in november 1918 de Roemenen de Dobroezja bezetten, nam hij ontslag (28 november).
Toen in 1923 Aleksadur Tsankov na een staatsgreep premier werd en een regering samenstelde bestaande uit ministers van alle burgerlijke partijen, waaronder de Democratische Partij, weigerde Malinov deze ondemocratische "regering van de Democratische Alliantie" te ondersteunen en ging, tegen de lijn van zijn partij in, in de oppositie.

## Voor de derde keer premier
In 1931 werd het Volksblok gevormd, bestaande uit de DP, de Radicale Partij, de Nationaal-Liberale Partij en de Bulgaarse Agrarische Nationale Unie - Vrabtsja. Het Volksblok won de parlementsverkiezingen van 1931 met 47% van de stemmen (150 van de 283 zetels in de Narodno Sibranie) en er werd een kabinet gevormd onder Malinov, die bestond uit vier Democraten, drie Vrabtsja Agrariërs, twee Nationaal-Liberalen en één Radicaal. Dit kabinet werd bijzonder impopulair omdat het veel bezuinigingsmaatregelen nam in verband met de wereldwijde economische crisis (begonnen met de Beurskrach). Op 12 oktober 1931, vier maanden na zijn aantreden als premier, trad Malinov af en werd vervangen door partijgenoot Nikola Stojkov Moesjanov.
Aleksandar Malinov overleed op 20 maart 1938 in Sofia.